# Johan Libéreau
Johan Libéreau, né le 27 septembre 1984 à Paris, est un acteur français.

## Biographie

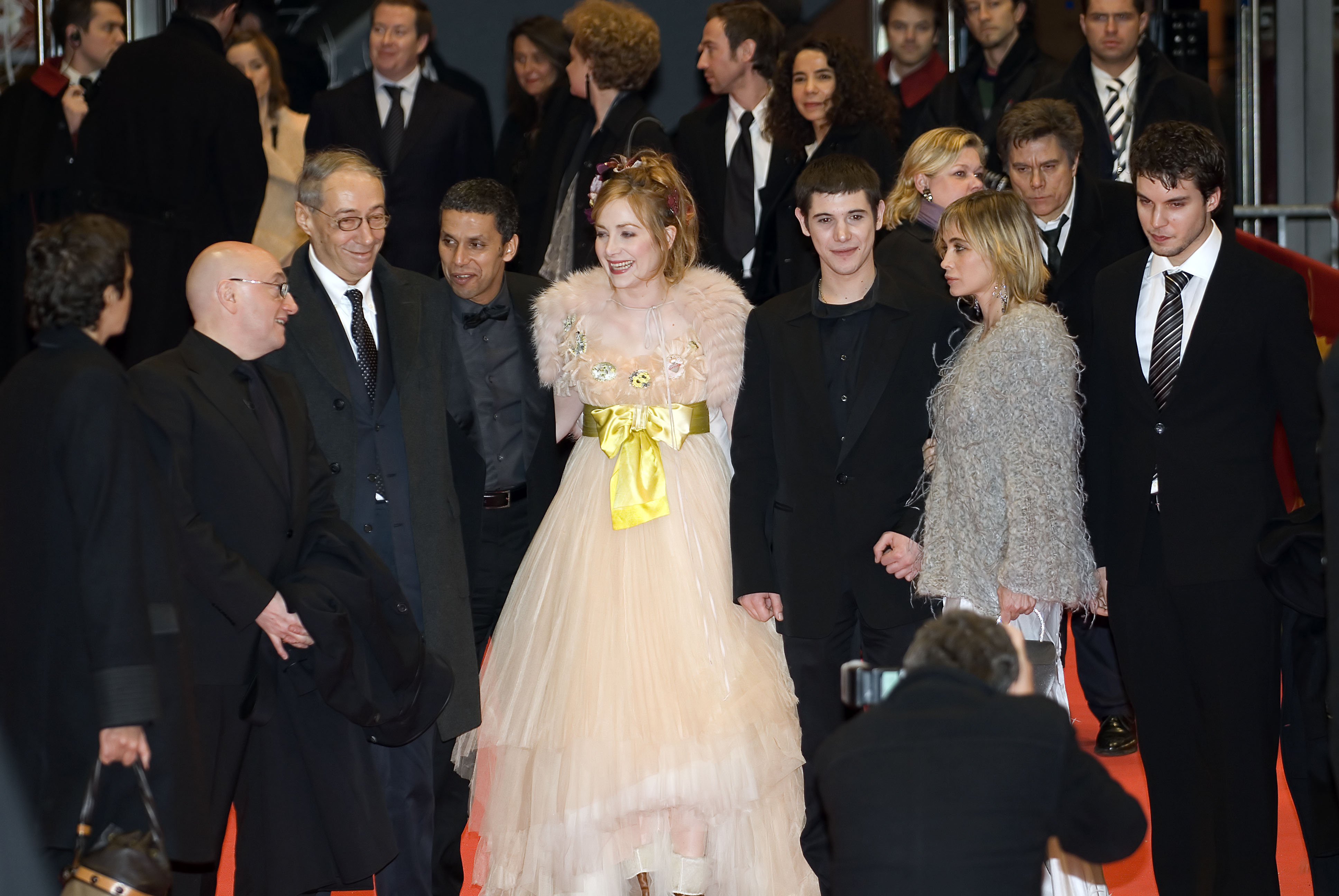
Michel Blanc, André Téchiné, Sami Bouajila, Julie Depardieu, Johan Libéreau, Emmanuelle Béart et Lorenzo Balducci, à la première des Témoins, Berlinale 2007.

Il grandit dans le 20e arrondissement de Paris ; chaudronnier de formation, il fut serveur puis apprenti pâtissier. Le hasard l’amène vers le cinéma. Alors qu’il est dans un train de banlieue pour rentrer chez ses parents, Johan se trouve dans la même voiture qu’une jeune fille en pleurs, il la réconforte et en vient même à lui redonner le sourire. Un agent artistique assiste à la scène et lui propose de passer une audition.
Depuis, en 2005, Antony Cordier le fait jouer dans Douches froides, ce qui lui vaut un prix du meilleur espoir masculin, décerné par l’Académie des Lumières ; trois mois plus tard, André Téchiné, séduit, lui fait passer une audition pour le rôle principal de son prochain film. C’est ainsi que Johan Libéreau se retrouve dans Les Témoins (2007) face à Emmanuelle Béart et Michel Blanc : il incarne un homosexuel atteint du sida dans la France des années 1980 et obtient pour sa performance le prix du meilleur acteur 2008, décerné par les cinémas MK2. Il joue le neveu de Sandrine Bonnaire dans Un cœur simple, puis figure dans la distribution de Stella pour Sylvie Verheyde, la même année. Prolifique, le jeune acteur est pris de Vertige l’année suivante, dans le thriller d’Abel Ferry.
En 2010, il est à l’affiche de la comédie Blind Test de Georges Buquet avant de renouer avec les rôles de ses débuts dans Belle Épine, où aux côtés de membres de la nouvelle génération du cinéma français (Léa Seydoux et Anaïs Demoustier), il interprète un jeune du circuit sauvage de Rungis.

## Filmographie

### Cinéma

#### Longs métrages
- 2002 : Tais-toi ! de Francis Veber – Un ado voleur de voiture
- 2005 : Douches froides d’Antony Cordier - Mickael
- 2006 : Le Grand Meaulnes de Jean-Daniel Verhaeghe – Moucheboeuf
- 2007 : Les Témoins d’André Téchiné – Manu
- 2008 : Un cœur simple de Marion Laine - Victor, jeune homme
- 2008 : Stella de Sylvie Verheyde - Loïc
- 2009 : Q de Laurent Bouhnik - Manu
- 2009 : Je te mangerais de Sophie Laloy - Sami Decker
- 2009 : Vertige d'Abel Ferry - Loïc
- 2010 : Blind test de Georges Ruquet - Winko
- 2010 : Belle Épine de Rebecca Zlotowski - Franck
- 2010 : L'Étranger de Franck Llopis – William Romeo
- 2011 : J'aime regarder les filles de Frédéric Louf - Nino Bramsi
- 2011 : La Brindille d'Emmanuelle Millet - Thomas
- 2012 : Voie rapide de Christophe Sahr - Alex
- 2012 : Furax de Nathan George - Vinc' : l'artiste
- 2013 : 11.6 de Philippe Godeau - Viktor
- 2013 : Grand Central de Rebecca Zlotowski - Tcherno
- 2013 : Une braise sur la neige de Boris Baum - Bach
- 2014 : Que justice soit nôtre de Jean-Pierre Delépine et Alix Bénézech - Yann
- 2015 : Cosmos d'Andrzej Żuławski - Fuchs
- 2017 : Entre le jour et la nuit de Laurent Bouhnik
- 2018 : Un peuple et son roi de Pierre Schoeller - Tonin
- 2018 : Nos vies formidables de Fabienne Godet - Léo
- 2022 : Super Z de Julien de Volte et Arnaud Tabarly - Gertre

#### Courts métrages
- 2003 : L'Autre combat d'Emmanuel Ortner
- 2005 : Dans le rang de Cyprien Vial - Georgi
- 2005 : Le Plongeon de Philippe Deschamps - Vincent
- 2006 : Chemin de croix de Cyril Legann - Vincent
- 2007 : New Love de Laurence Coriat - Lev
- 2007 : Jerôme de Philippe Deschamps - Jerôme
- 2008 : Madame de Cyprien Vial - Pierre
- 2008 : Lapis lazuli de Boris Dieval - Martin
- 2009 : Au fond de l'eau de Tigrane Avedikian - Vincent
- 2009 : Loin de nous la sagesse d'Eva Poirier - Cédric
- 2011 : Le Marin masqué de Sophie Letourneur - Le marin masqué
- 2011 : Vincent et Rebeca de Céline Savoldelli - Vincent
- 2011 : Ernest (45) de Céline Savoldelli - Un SDF
- 2011 : Haram de Benoît Martin - Mathieu
- 2012 :  Distance de Hichem Benderradji - Aurélien
- 2012 : Je te tiens, tu me tiens d'Olivier Gastinel - Un policier
- 2012 : Fat Bottomed Girls rule the World de Flora Desprats - Abel
- 2012 : Au ras du sol de Filippo Demarchi - Kevin
- 2012 : Faux frères de Lucas Delangle - Guillaume
- 2012 : Fatum de Sarah Marx - Julien
- 2013 : L'Ange et la mort de Fabien Dovetto et Aurélien Milhaud - L'homme au téléphone
- 2013 : L'amour a la clé[3] avec Noémie Merlant
- 2013 : Ce qui nous échappe de Pauline Laplace - Julien
- 2013 : Entre lui et moi d'Olivier Dujols - Guillaume
- 2013 : Tu te souviens ? de Virginie Schwartz - Léo
- 2014 : Vos violences d'Antoine Raimbault - Un policier
- 2014 : Il venait de Roumanie de Jean-Baptiste Durand - Johann
- 2014 : Jennah de Meryem Benm'Barek-Aloïsi - Fabrice
- 2014 : Paradoxal d'Antoine Lhonoré-Piquet - Le réalisateur
- 2015 : L'Appel d'Alban Ravassard - Frédéric
- 2015 : Les Territoires du silence de Christophe Perton - Louis
- 2015 : Looking for William Burroughs de Jan-Luck Levasseur - L'auteur
- 2016 : Dans sa tête[4] avec Joy Koch - Le salaud
- 2016 : Alice de Ronan Dénécé et Jean-Baptiste Legrand - Mathieu
- 2016 : Jack la masse de Julien Aveque - Jack
- 2019 : Bengué de Monsieur S et Kapyten Solas - Olivier
- 2021 : La dernière soirée de Nicolas Engel - Baptiste

### Télévision
- 2003 : Julie Lescaut de Luc Goldenberg - le braqueur  (épisode Sans pardon)
- 2003 : Malone de Franck Apprédéris - le voleur de scooter (épisode 3 : Ascenseur pour deux)
- 2004 : Madame le Proviseur de Philippe Bérenger - l'élève Leguay
- 2010 : Blast, pilote d'une série de genre[Laquelle ?] de Jean-Philippe Grédigui - Alex
- 2012 : Engrenages, saison 4 - Rodi Ozbek
- 2014 : Ceux de 14 de Olivier Schatzky - Pannechon
- 2014 : Méfions-nous des honnêtes gens de Gérard Jourd'hui - Milou
- 2015 : La Vie des bêtes d'Orso Miret - Ghislain
- 2015 : Disparue de Charlotte Brandström - Nicolas Barraut

## Distinctions
- Sélectionné à la Quinzaine des réalisateurs : Festival de Cannes 2005 pour Douches froides. Prix du meilleur premier film 2005 décerné par la fondation Diane et Lucien Barrière pour Douches froides. Prix du meilleur espoir masculin 2005 décerné par l’Académie des Lumières pour Douches froides
- Prix SACD du meilleur court métrage au festival de Cannes 2006 pour Dans le rang de Cyprien Vial
- Nomination au César 2008 dans la catégorie « meilleur espoir » pour Les Témoins, d’André Téchiné. Prix du meilleur acteur 2008 décerné par les cinémas MK2 pour Les Témoins, d’André Téchiné
- Prix du meilleur jeune espoir masculin 2008 décerné par le jury du Festival Jean-Carmet dans le court métrage Madame de Cyprien Vial avec Nicole Garcia
- Sélectionné à la Semaine de la Critique : Festival de Cannes 2010 pour Belle épine de Rebecca Zlotowski
- Prix du meilleur second rôle masculin 2011 décerné par le public du Festival Jean Carmet pour son rôle dans La Brindille d'Emmanuelle Millet